# Сан Лоренцо (Удине)
Сан Лоренцо је насеље у Италији у округу Удине, региону Фурланија-Јулијска крајина.
Према процени из 2011. у насељу је живело 1266 становника. Насеље се налази на надморској висини од 64 м.